# Prix littéraires du Gouverneur général 1960
Liste des Prix littéraires du Gouverneur général pour 1960, chacun suivi du gagnant.

## Français
- Prix du Gouverneur général : poésie ou théâtre de langue française : Anne Hébert, Poèmes.
- Prix du Gouverneur général : études et essais de langue française : Paul Toupin, Souvenirs pour demain.

## Anglais
- Prix du Gouverneur général : romans et nouvelles de langue anglaise : Brian Moore, The Luck of Ginger Coffey.
- Prix du Gouverneur général : poésie ou théâtre de langue anglaise : Margaret Avison, Winter Sun.
- Prix du Gouverneur général : études et essais de langue anglaise : Frank H. Underhill, In Search of Canadian Liberalism.